# Paradisaeidae
I Paradiseidi (Paradisaeidae Vigors, 1825) sono una famiglia di uccelli canori dell'ordine dei Passeriformi: a questa famiglia vengono ascritte tutte le specie note col nome comune di uccelli del paradiso o paradisee.

## Descrizione

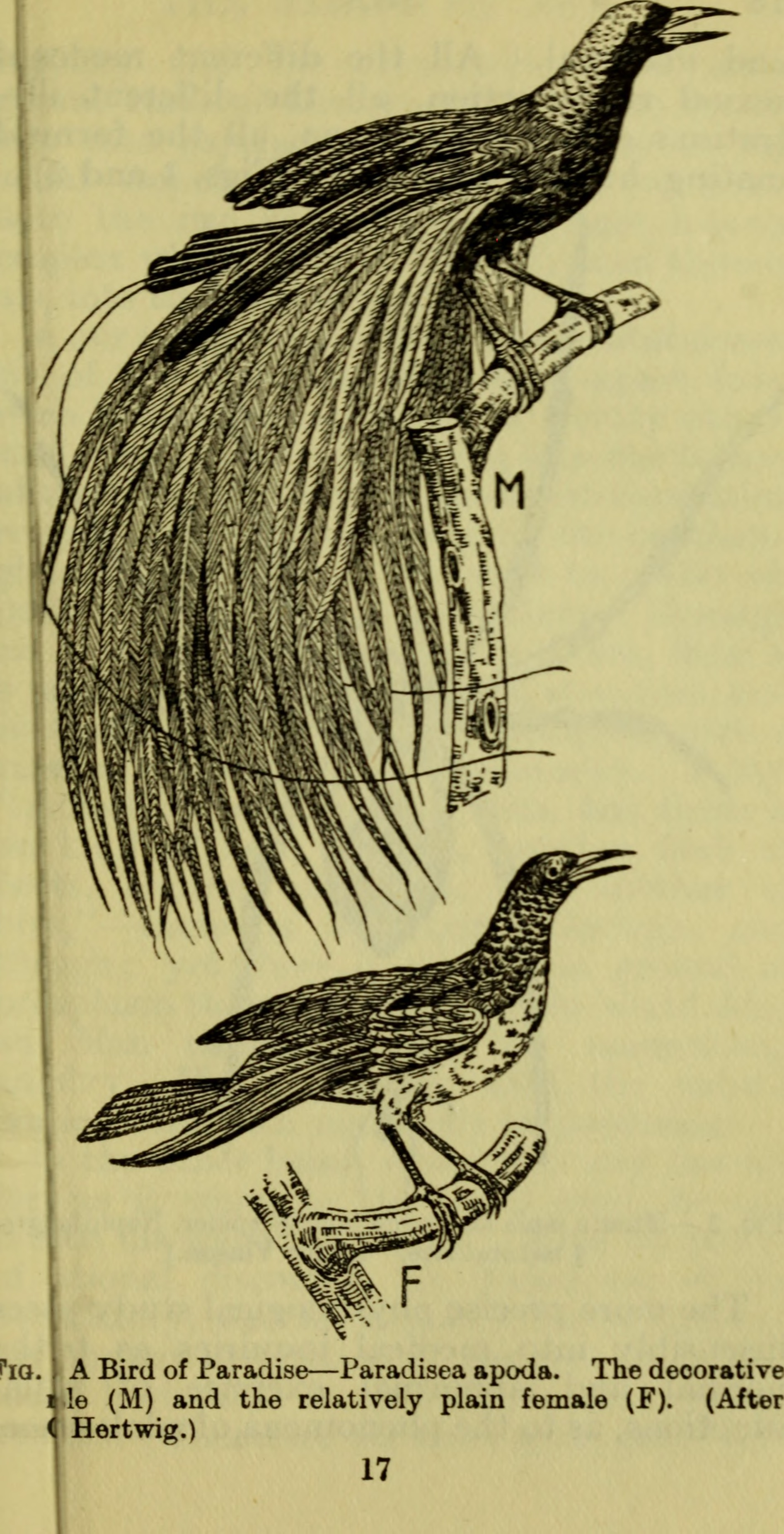
Illustrazione di coppia di paradisee maggiori mostra lo spiccato dimorfismo sessuale

Si tratta di uccelli di taglia piuttosto variabile, che va dai 15 cm per 50 g di peso della paradisea reale ai 44 cm per 430 g di peso della manucodia crestariccia: il maschio della paradisea dal becco a falce, grazie alle lunghe penne caudali, può raggiungere i 110 cm di lunghezza.

In tutte le specie è infatti presente uno spiccato dimorfismo sessuale, coi maschi provvisti di penne modificate di forma estremamente allungata o arricciata (in particolar modo nella zona caudale o cefalica), o penne alari modificate ad emettere suoni quando stimolate. Il piumaggio dei maschi, inoltre, tende a presentare colorazioni vivaci o iridescenze, oltre a caruncole carnose colorate, che nelle femmine, di colore molto più sobrio, sono molto ridotte o del tutto assenti (dicromatismo sessuale). Da questa colorazione sgargiante, oltre che dai complessi rituali di corteggiamento (che ne prevedono l'esibizione), è nato il nome di "uccelli del paradiso" con cui questi uccelli vengono abitualmente conosciuti.

L'aspetto, nel complesso, ricorda quello tipico dei passeriformi. Le ali sono di forma arrotondata, con tutte le specie atte al volo: la forma del becco è invece piuttosto variabile, andando da lunga e ricurva a tozza e conica secondo la specie, mentre c'è poca variazione di forma nel becco fra i due sessi nella stessa specie. In genere questi uccelli vivono tra i 15 e i 20 anni.

## Biologia

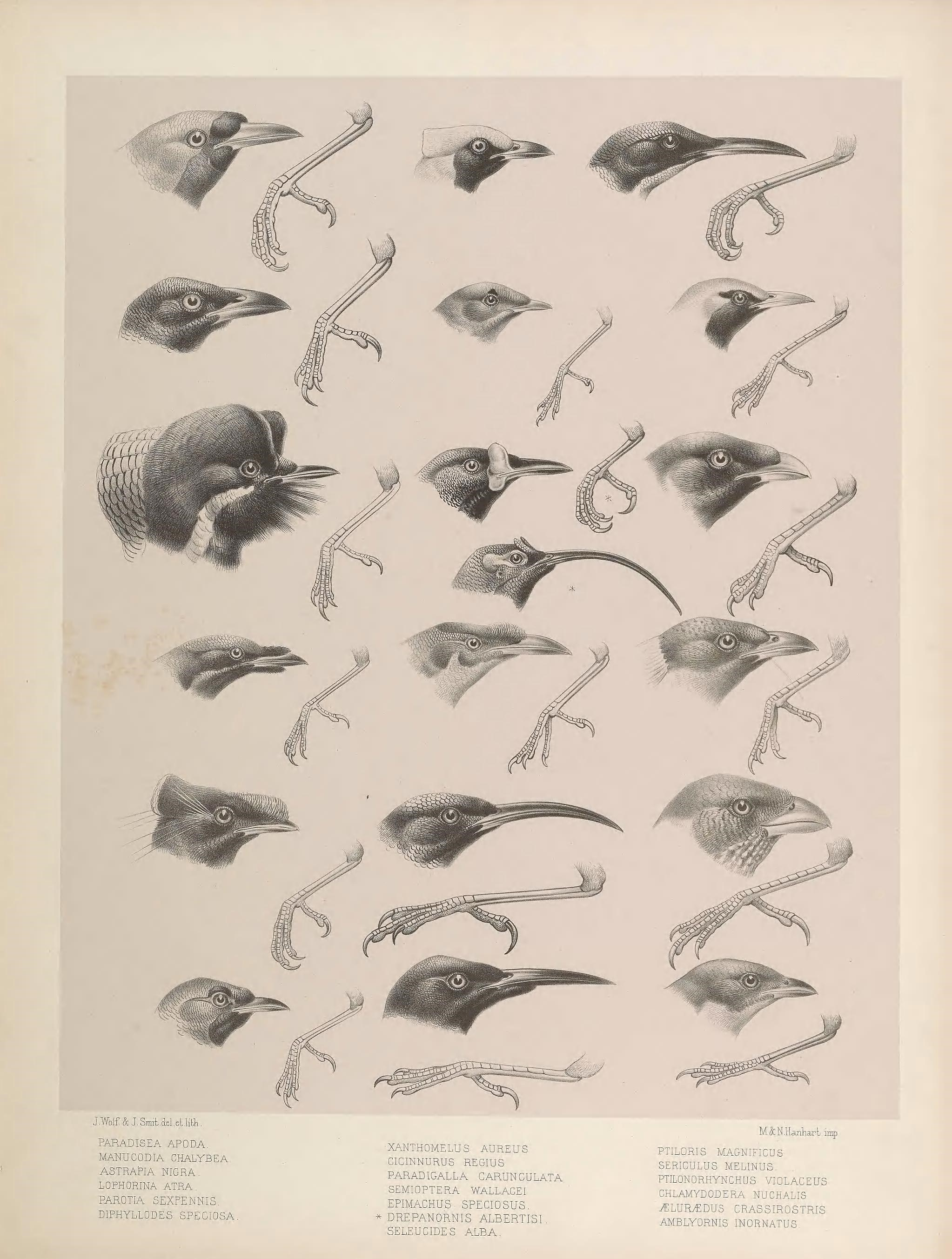
Illustrazione raffigurante la varietà nella forma del becco degli uccelli del paradiso: tutte le specie mangiano frutta e insetti, in proporzioni diverse a seconda della specie.

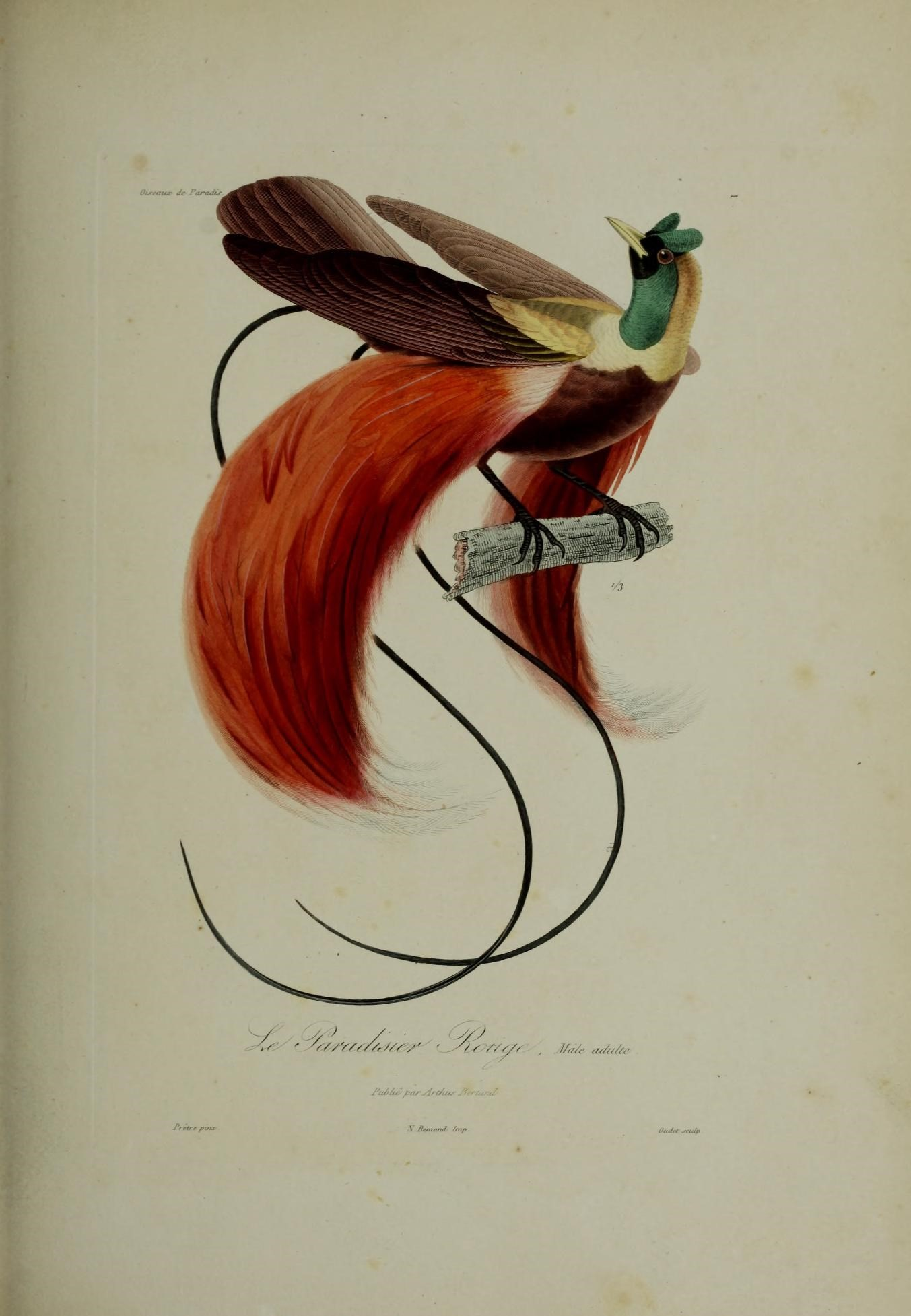
In molte specie di uccelli del paradiso (come in questa paradisea rossa) i maschi hanno penne allungate, il cui utilizzo è cruciale nei rituali di corteggiamento

### Alimentazione
La maggior parte delle specie di uccello del paradiso presenta abitudini solitarie e diurne, e passa la maggior parte della propria vita alla ricerca di cibo nel folto della canopia.

La dieta di questi animali si compone essenzialmente di frutta e invertebrati, con alcune specie perlopiù frugivore ed altre più marcatamente insettivore: gli insettivori tendono a muoversi fra le fronde e i tronchi e hanno abitudini più solitarie e territoriali, mentre i frugivori stazionano perlopiù in cima agli alberi e tollerano maggiormente la presenza di conspecifici. Per ridurre la competizione per il cibo, le varie specie diffuse nello stesso habitat tendono a specializzarsi nel nutrirsi di fonti di cibo differenti: ad esempio, le manucodie si nutrono perlopiù di fichi, gli uccelli del paradiso dalle sei penne mangiano soprattutto bacche e le paradisee sono specializzate nel nutrirsi di frutta con scorza o guscio. La dieta viene inoltre sporadicamente integrata con nettare o piccoli vertebrati.

Tutte le specie mangiano dopo essersi posate, a volte servendosi di una zampa per manipolare il cibo: i semi non vengono digeriti, ma dispersi nell'ambiente, sicché gli uccelli del paradiso assumono un importante compito per la propagazione di molte specie di piante.

### Riproduzione
La riproduzione degli uccelli del paradiso segue rituali spettacolari, che possono essere anche estremamente complessi. La maggior parte delle specie è poligama, coi maschi che si riuniscono in lek per sfidarsi l'un l'altro, esibendo ciascuno una serie di movimenti altamente ritualizzati atti a mettere in mostra alle femmine presenti la propria forza e la colorazione sgargiante.

Il nido viene costruito con materiale soffice di origine vegetale e piazzato solitamente alla biforcazione di un ramo: si conosce piuttosto poco delle abitudini riproduttive degli uccelli del paradiso, sebbene si pensi che la maggior parte delle specie abbia covate di modesta entità (1-3 uova), con tempi di schiusa stimabili in tre settimane e cure parentali a carico della femmina, con indipendenza raggiunta dai nidiacei a circa un mese dalla schiusa.

## Distribuzione e habitat
La stragrande maggioranza delle specie di uccelli del paradiso è endemica della Nuova Guinea, tanto che l'isola è soprannominata anche "isola degli uccelli del paradiso": fanno eccezione il corvo del paradiso, la paradisea di Wallace (ambedue diffusi nelle Molucche), due specie di uccello fucile (diffuse in Australia nord-orientale), più un'ulteriore specie di uccello fucile e la manucodia trombettiera (diffuse sia in Australia che in Nuova Guinea). L'importanza di questi uccelli sull'isola è sottolineata anche dalla paradisea raffigurata sulla bandiera nazionale della Papua Nuova Guinea.
Gli uccelli del paradiso sono abitatori della foresta pluviale. La maggior parte delle specie occupa un areale molto ristretto, limitandosi a vivere nelle aree paludose, nei mangrovieti, nella foresta nebulosa e soprattutto nella foresta montana o in ambienti insulari, fatto questo che rende questi uccelli molto vulnerabili all'alterazione dell'habitat; fra le specie meno esigenti in questi termini figurano l'uccello fucile magnifico, che si adatta a vivere anche in foreste temperate o subtropicali anche secondarie, e le varie specie di manucodia, alcune delle quali possono essere osservate addirittura anche in aree di savana alberata.
In passato, si pensava che questi uccelli non si posassero mai al suolo, con le femmine che addirittura nidificavano sulla groppa del maschio: ciò era dovuto ai resoconti di Antonio Pigafetta, ingannato dal fatto che gli esemplari conservati che giungevano agli esploratori e studiosi europei erano privi di zampe, mozzategli dagli indigeni per poterli utilizzare come ornamenti.

## Tassonomia
Tradizionalmente, gli uccelli del paradiso sono sempre stati considerati strettamente imparentati con gli uccelli giardinieri nell'ambito del parvordine dei Corvida: uno studio del 2009 basato sul DNA mitocondriale, tuttavia, ha portato a una profonda revisione della famiglia Paradisaeidae e delle sue relazioni con gli altri passeriformi. Gli uccelli del paradiso, infatti, sarebbero solo lontanamente imparentati con gli uccelli giardinieri, risultando filogeneticamente più affini ai corvidi, ai monarchidi e ai corcoracidi australiani. Nel 2000, inoltre, la sottofamiglia Cnemophilinae è stata elevata al rango di famiglia a sé stante, peraltro più vicina ai beccabacche che alle paradisee, mentre è stata sancita l'appartenenza dell'uccello del paradiso di MacGregor alla famiglia dei Melifagidi.

Alcuni generi di incerta collocazione sistematica sono stati a più riprese accostati ai Paradiseidi: fra questi vi sono Melampitta e Lamprolia.

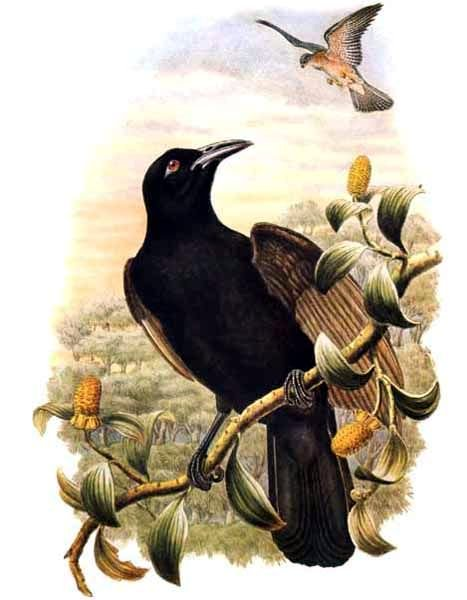
Lycocorax pyrrhopterus

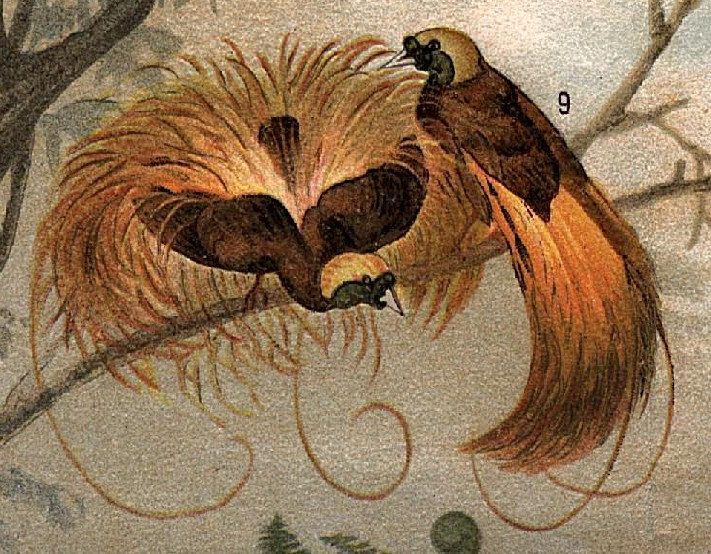
Paradisaea apoda

La famiglia Paradisaeidae comprende 41 specie, ripartite in 16 generi e due sottofamiglie:
- sottofamiglia Phonygamminae
  - genere Lycocorax Bonaparte, 1853 - 1 specie
  - genere Manucodia Boddaert, 1783 - 4 specie
  - genere Phonygammus (Lesson & Garnot, 1826) - 1 specie
- Sottofamiglia Paradisaeinae
  - genere Paradigalla Lesson, 1835 - 2 specie
  - genere Astrapia Vieillot, 1816 - 5 specie
  - genere Parotia Vieillot, 1816 - 6 specie
  - genere Pteridophora A.B.Meyer, 1894 - 1 specie
  - genere Lophorina Vieillot, 1816 - 1 specie
  - genere Ptiloris Swainson, 1825 - 4 specie
  - genere Epimachus Cuvier, 1816 - 2 specie
  - genere Drepanornis - 2 specie
  - genere Diphyllodes - 2 specie
  - genere Cicinnurus Vieillot, 1816 - 1 specie
  - genere Semioptera G.R.Gray, 1859 - 1 specie
  - genere Seleucidis Lesson, 1834 - 1 specie
  - genere Paradisaea Linnaeus, 1758 - 7 specie

La famiglia si è differenziata circa 24 milioni di anni fa, e al suo interno si possono contare cinque cladi:
- un primo clade, più antico, comprendente le manucodie e il corvo del paradiso, che cominciò a divergere circa 10 milioni di anni fa;
- un secondo clade, comprendente i generi Parotia e Pteridophora;
- un terzo clade, meno chiaramente distinto, comprendente i generi Seleucidis, Drepanornis, Semioptera, Ptiloris e Lophorina
- un quarto clade, comprendente i generi Epimachus, Astrapia e Paradigalla;
- un quinto clade, comprendente le paradisee reali dei generi Cicinnurus e Diphyllodes e Paradisaea.

### Ibridi

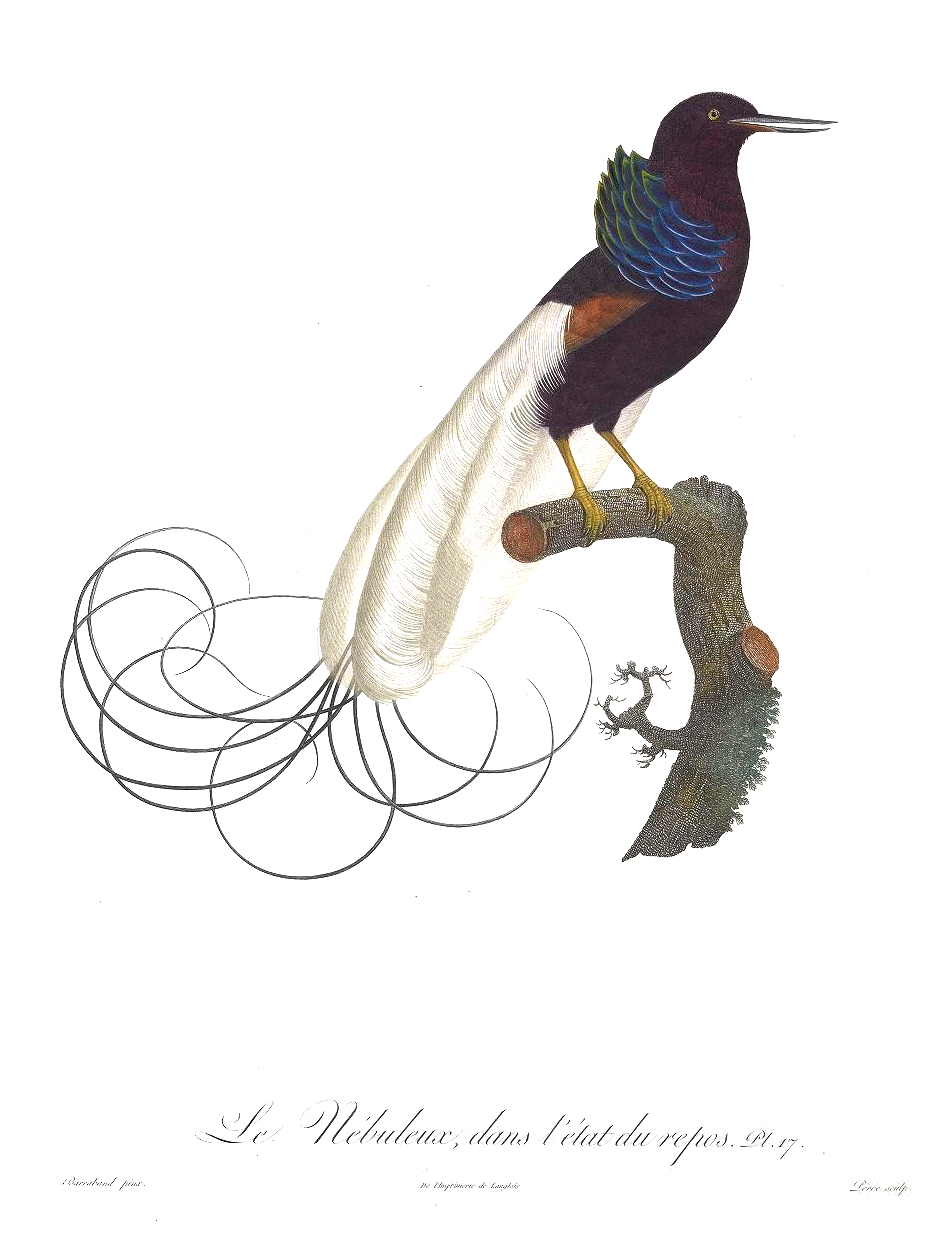
Uccello del paradiso sconosciuto raffigurato da Jacques Barraband: forse si tratta di un ibrido.

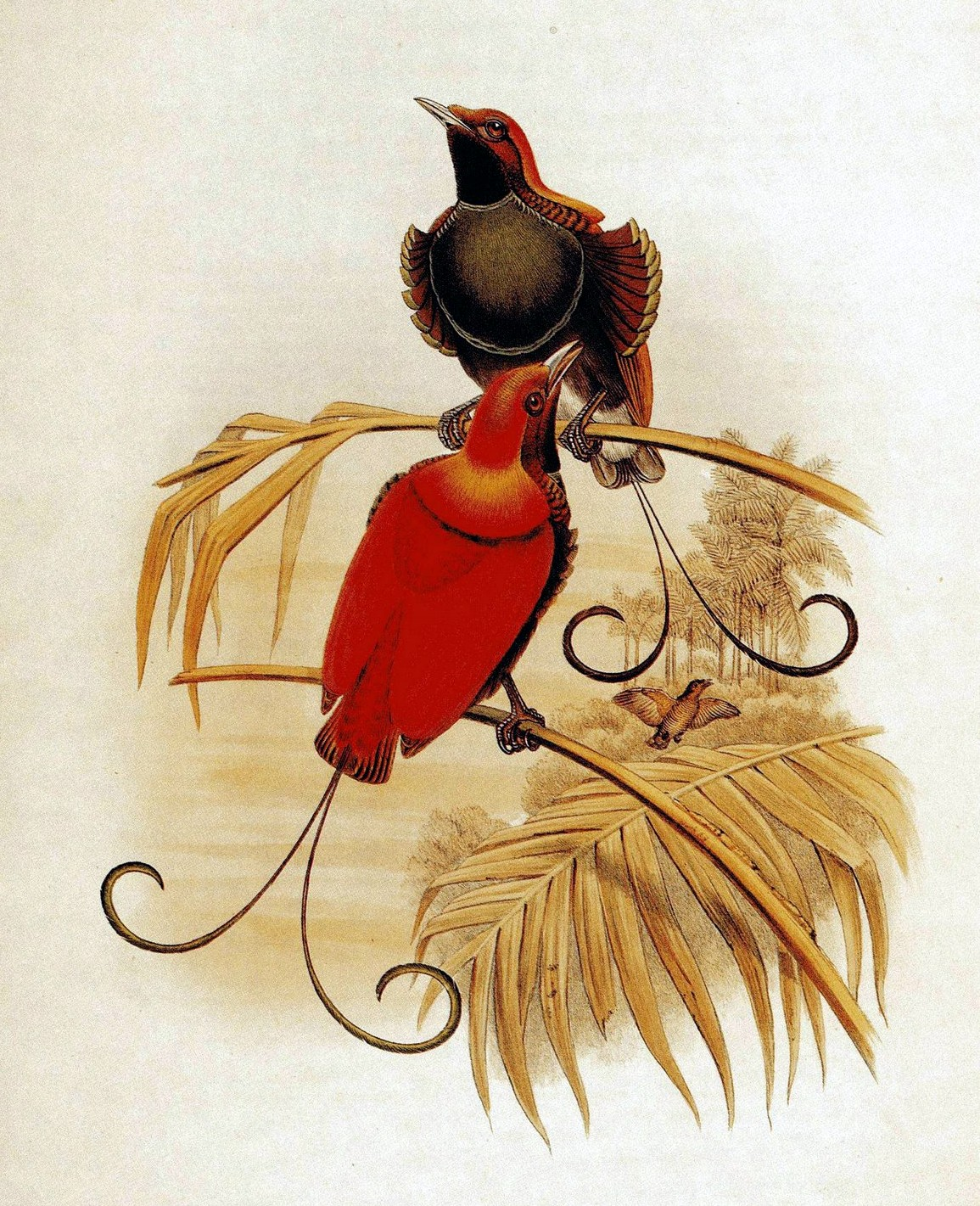
Diphyllodes gulielmi III

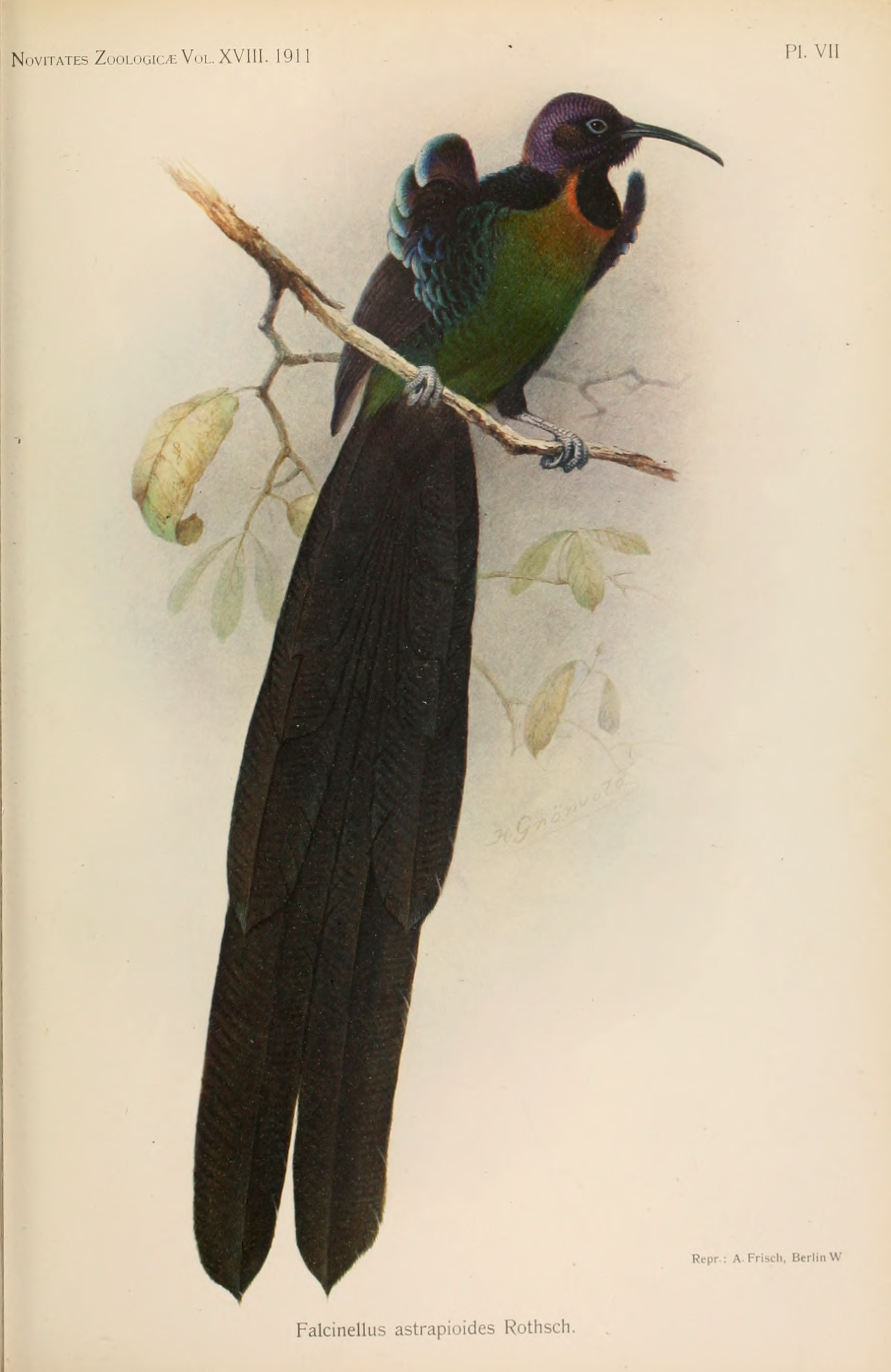
Epimachus astrapioides

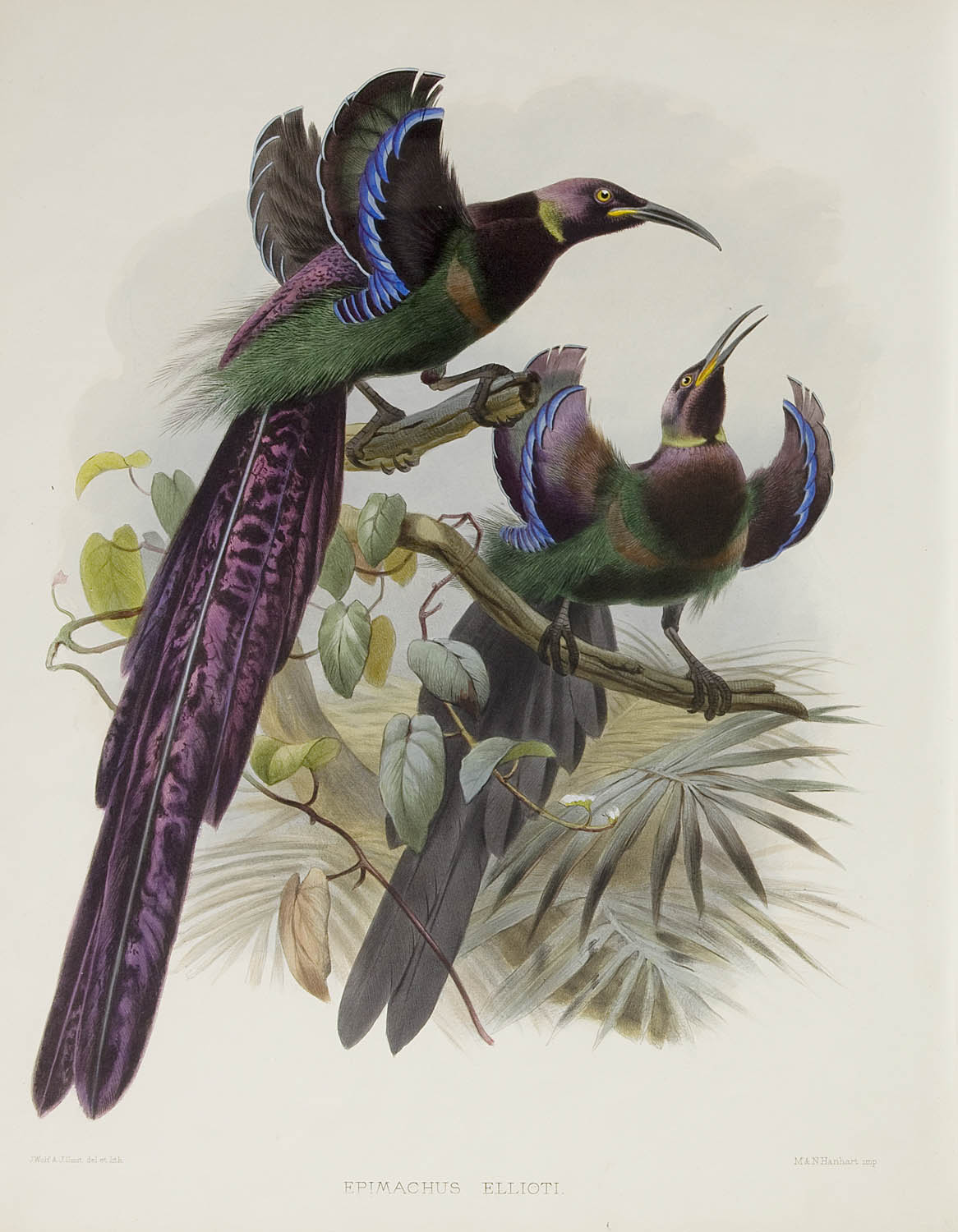
Epimachus ellioti

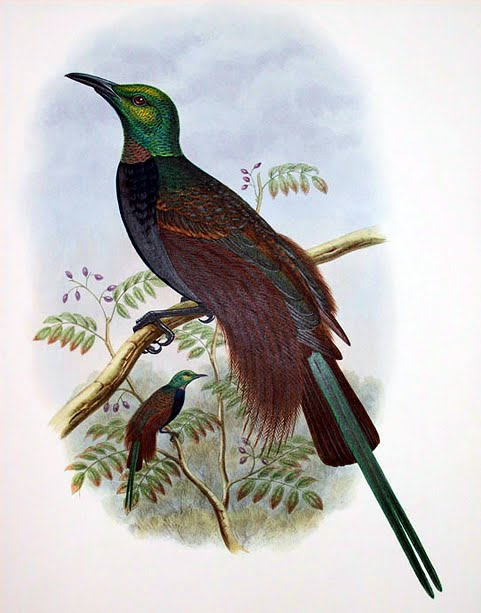
Janthothorax bensbachi

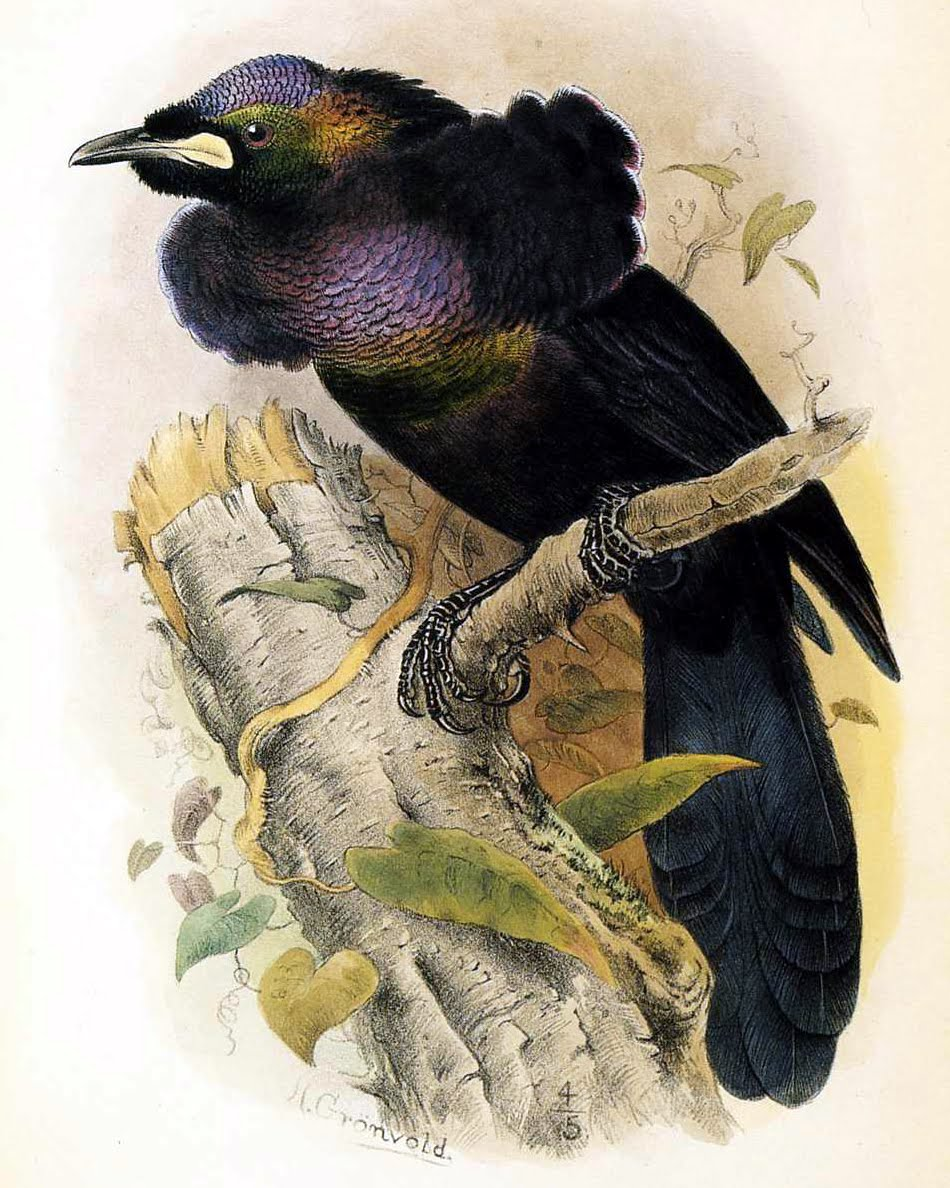
Loborhamphus nobilis

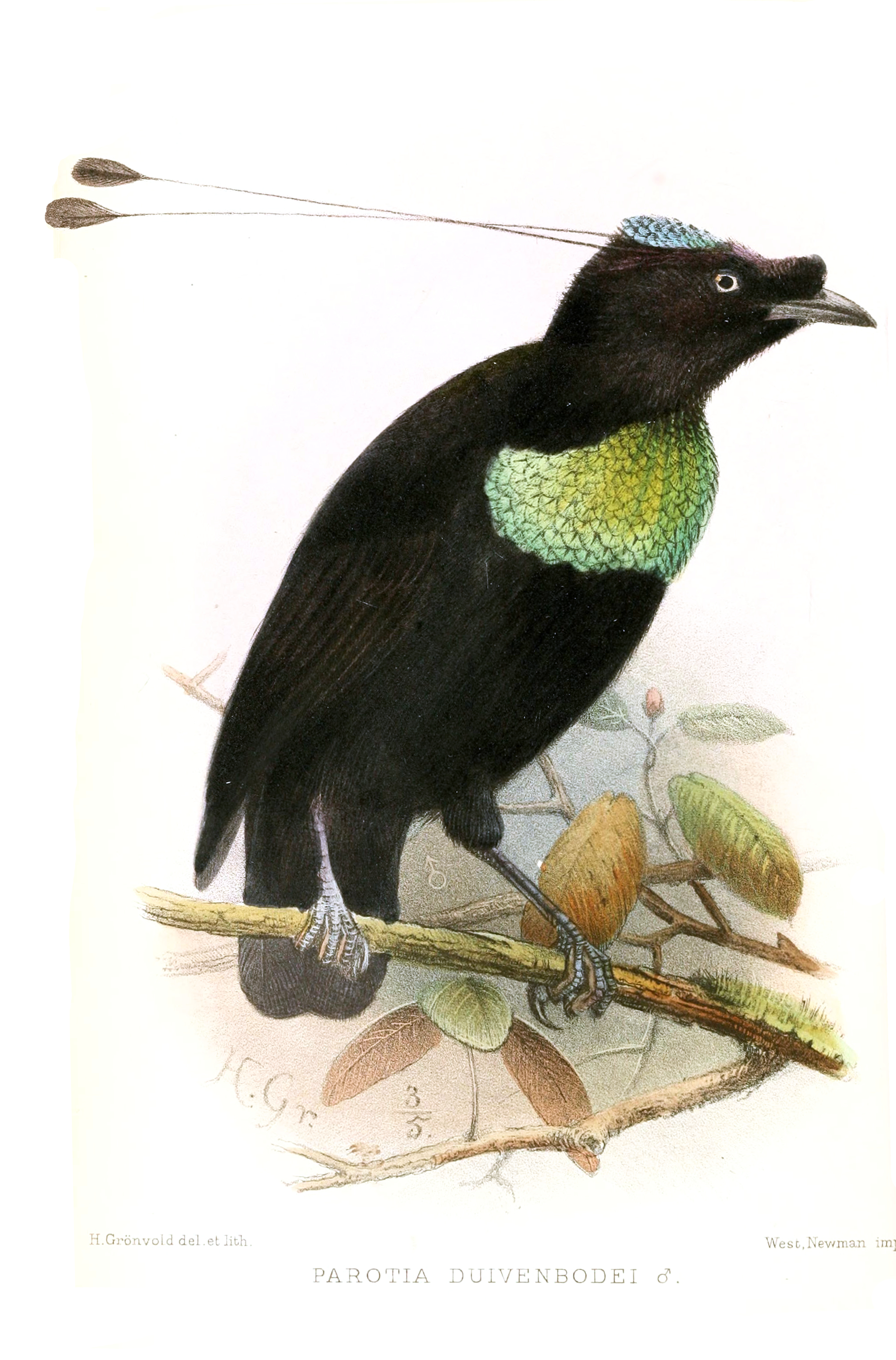
Parotia duivenbodei

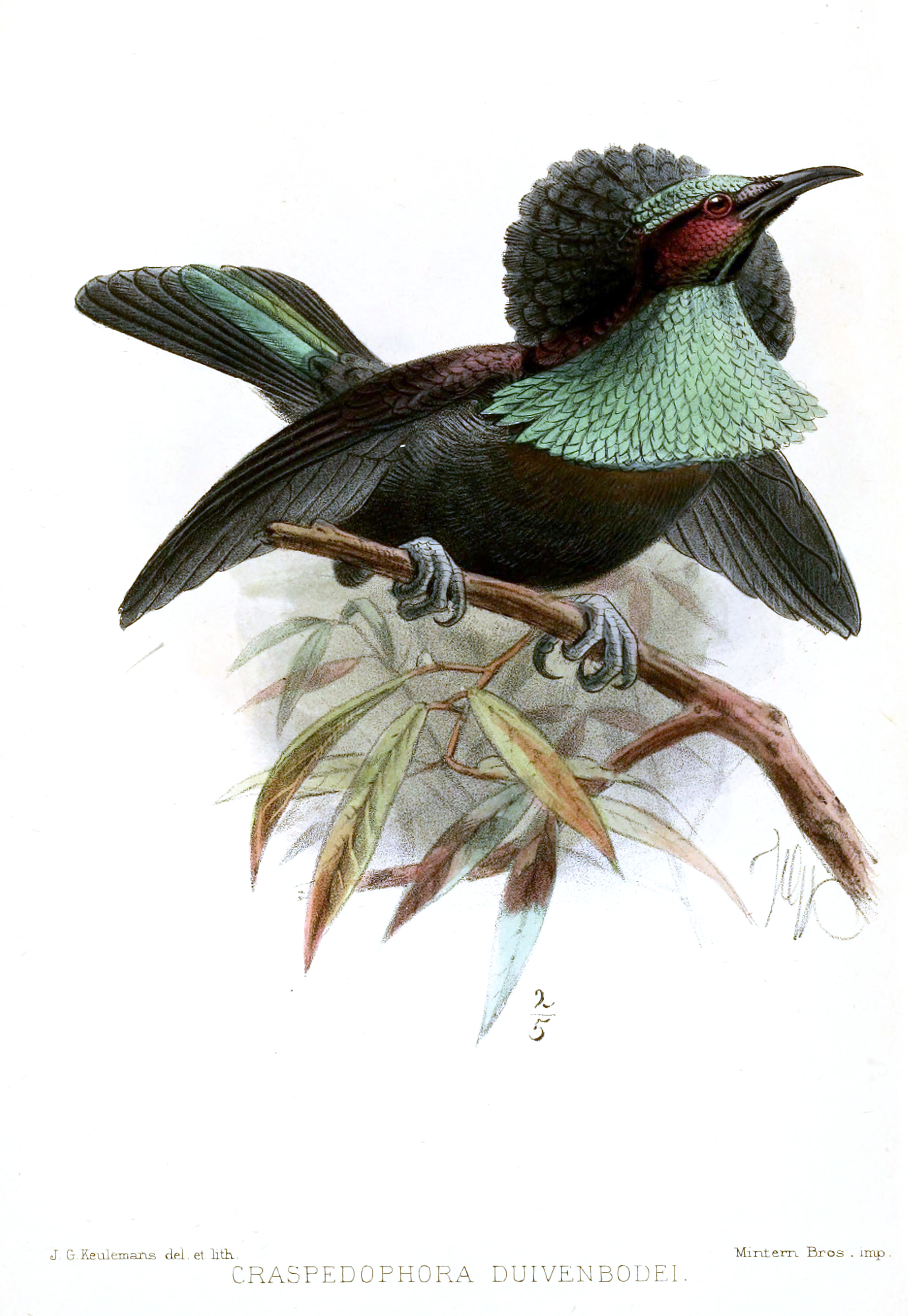
Paryphephorus (Craspediphora) duivenbodei

Le varie specie di uccelli del paradiso, sebbene morfologicamente anche molto differenti fra loro, appaiono geneticamente molto vicine fra loro, anche le specie più ancestrali, al punto che l'ibridazione non è un fenomeno infrequente nelle aree in cui gli areali di più specie si sovrappongono.

L'ibridazione fra uccelli del paradiso è sicuramente favorita anche dal fatto che le femmine della maggior parte delle specie, in virtù del forte dicromatismo sessuale, appaiono piuttosto simili fra loro con una colorazione sobria e dimessa, inducendo in errore i focosi maschi durante le parate nuziali.
Lo studioso Erwin Stresemann, negli anni '20, ipotizzò che numerose specie di uccelli del paradiso descritte e mai più osservate nuovamente, oppure osservate solo rarissimamente e in areali circoscritti e nei quali venivano a sovrapporsi a loro volta gli areali di specie simili, in realtà altro non fossero che ibridi occasionali fra specie diverse.
Fra gli animali inizialmente classificati come specie (o sottospecie) a sé stanti e attualmente ritenuti in realtà ibridi, si annoverano:
| Nome scientifico                                      | Sinonimi                                                                     | Presunte specie ibridate                                                       | Disponibilità                                                                  | Provenienza                                                                             |
| ----------------------------------------------------- | ---------------------------------------------------------------------------- | ------------------------------------------------------------------------------ | ------------------------------------------------------------------------------ | --------------------------------------------------------------------------------------- |
| Astrarchia barnesi Iredale, 1948                      | Astrapia barnesi                                                             | Astrapia stephaniae x A. mayeri                                                |                                                                                | Monte Hagen, Monte Giluwe                                                               |
| Cicinnurus lyogyrus Currie, 1900                      | Cicinnurus goodfellowi Ogilvie-Grant, 1907                                   | Diphyllodes magnificus x Cicinnurus regius                                     | Tre maschi adulti                                                              | Monti del Ciclope                                                                       |
| Craspedophora mantoui Oustalet, 1891                  | Craspedophora bruyni Büttikofer, 1895 Heteroptilorhis mantoui Sharpe, 1898   | Ptiloris magnificus x Seleucidis melanoleucus                                  | 12 maschi adulti                                                               | Monti Arfak                                                                             |
| Diphyllodes gulielmi III Meyer, 1875                  | Rhipidornis gulielmi III Diphyllodes (Rhipidorns) gulielmitertii             | Diphyllodes magnificus x Cicinnurus regius                                     | 26 maschi adulti                                                               | Fascia costiera settentrionale della Nuova Guinea                                       |
| Epimachus astrapioides Rothschild, 1897               | Astrapimachus astrapioides                                                   | Astrapia nigra x Epimachus fastuosus                                           | Un maschio adulto, conservato all'AMNH                                         | Penisola di Doberai                                                                     |
| Epimachus ellioti Ward, 1873                          |                                                                              | Astrapia nigra x Epimachus fastuosus                                           | 2 maschi adulti                                                                | Penisola di Doberai                                                                     |
| Janthothorax bensbachi Büttikofer, 1894               |                                                                              | Ptiloris magnificus x Paradisaea minor                                         | Un maschio adulto, conservato al Naturalis                                     | Monti Arfak                                                                             |
| Lamprothorax wilhelminae Meyer, 1894                  |                                                                              | Lophorina superba x Diphyllodes magnificus                                     | 3 maschi adulti                                                                | Monti Arfak                                                                             |
| Loborhamphus nobilis Rothschild, 1901                 |                                                                              | Paradigalla carunculata x Lophorina superba                                    | Un maschio adulto                                                              |                                                                                         |
| Loborhamphus ptilorhis Sharpe, 1908                   |                                                                              | Parotia sefilata x Paradigalla carunculata                                     | Un maschio subadulto, conservato al Museo di Storia Naturale di Londra         | Penisola Doberai                                                                        |
| Lophorina superba pseudoparotia Stresemann, 1934      |                                                                              | Lophorina superba x Parotia carolae                                            | Una femmina adulta, conservata al Museum für Naturkunde                        | Provincia di Sepik Est                                                                  |
| Neoparadisaea ruysi van Oort, 1907                    |                                                                              | Diphyllodes magnificus x Paradisaea minor                                      | Un maschio adulto, conservato al Naturalis                                     | Baia di Cenderawasih                                                                    |
| Paradisaea apoda luptoni Lowe, 1923                   |                                                                              | Paradisaea raggiana subsp. salvadorii x Paradisaea apoda subsp. novaeguineae   | Vari maschi adulti                                                             | Fly River                                                                               |
| Paradisaea bloodi Iredale, 1948                       |                                                                              | Paradisaea raggiana subsp. salvadorii x Paradisaea rudolphi subsp. margaritae  | Un maschio adulto, conservato all'Australian Museum                            | Monte Hagen                                                                             |
| Paradisaea duivenbodei                                |                                                                              | Paradisaea guilielmi x Paradisaea minor subsp. finschi                         | Un maschio adulto, conservato al Museo nazionale di storia naturale di Francia | Acquistato nella baia di Cenderawasih, probabilmente proveniente dalla penisola di Huon |
| Paradisaea gilliardi                                  |                                                                              | Paradisaea raggiana subsp. salvadorii x Paradisaea minor subsp. finschi        | Vari maschi adulti                                                             | Provincia degli Altopiani Occidentali                                                   |
| Paradisaea maria Reichenow, 1894                      |                                                                              | Paradisaea guilielmi x Paradisaea raggiana subsp. augustaevictoriae            | Sei maschi adulti e una femmina adulta                                         | Monti Finisterre                                                                        |
| Paradisaea mirabilis Reichenow, 1901                  | Janthothorax mirabilis Rothschild, 1903 Questoparens mirabilis Iredale, 1950 | Seleucidis melanoleucus x Paradisaea minor                                     | 5 maschi adulti                                                                | Sorong e Madang                                                                         |
| Paradisaea mixta Rothschild, 1921                     |                                                                              | Paradisaea raggiana subsp. augustaevictoriae x Paradisaea minor subsp. finschi | 4 maschi adulti                                                                | Madang                                                                                  |
| Parotia duivenbodei Rothschild, 1900                  |                                                                              | Parotia sefilata x Lophorina superba                                           | 2 maschi adulti                                                                | Baia di Cenderawasih                                                                    |
| Paryphephorus (Craspediphora) duivenbodei Meyer, 1890 |                                                                              | Ptiloris intercedens x Lophorina superba subsp. minor                          | 2 maschi adulti (un terzo andato perduto durante il bombardamento di Dresda    | Yule                                                                                    |
| Pseudastrapia lobata Rothschild, 1907                 |                                                                              | Paradigalla carunculata x Epimachus fastuosus                                  | Un maschio adulto, conservato all'AMNH                                         | Penisola di Doberai                                                                     |

Sono inoltre noti altri due ibridi non descritti scientificamente, un maschio adulto (identificato come ibrido Epimachus fastuosus atratus x Lophorina superba feminina) proveniente dall'Irian Jaya e conservato a Leida e una femmina adulta (identificata come ibrido Parotia lawesii x Paradisaea rudolphi margaritae) proveniente dal distretto di Mul-Baiyer e custodita all'Australian museum.